# Bath
Bath – miasto w Anglii, w hrabstwie Somerset, położone 159 km na zachód od Londynu i 21 km na wschód od Bristolu. Miasto posiada status city, nadany przez królową Elżbietę I w roku 1590. W roku 1889 uzyskało status gminy miejskiej, od roku 1996 jest centrum administracyjnym jednostki autonomicznej Bath and North East Somerset.
Miasto położone jest w dolinie rzeki Avon, w miejscu, gdzie występowały naturalne wody geotermalne. Kolonizatorzy rzymscy wybudowali tu łaźnie i świątynię i nazwali to miejsce Aqua Sulis. W roku 973 w Bath koronowano na króla Anglii Edgara. Za czasów georgiańskich miasto stało się popularnym ośrodkiem wypoczynkowym. Z tego okresu pochodzi wiele budowli w stylu epoki.
Bath uzyskało status miejsca dziedzictwa światowego w roku 1987. Obecnie jest centrum kulturalnym, uniwersyteckim i turystycznym, które rocznie odwiedza ok. 3 800 000 osób.

## Historia
Miasto zostało założone na Półwyspie Libraryjskim, w pobliżu jedynych naturalnych źródeł geotermalnych w Wielkiej Brytanii. Pierwszy raz w dokumentach wzmiankowane jest jako rzymskie uzdrowisko, jednak istnieją poszlaki pozwalające stwierdzić, że Bath powstało wcześniej. Wierzono, iż woda mineralna z Bath jest lekarstwem na rozmaite przypadłości.
Od 1702 roku działał tam brytyjski arbiter elegancji Richard Beau Nash, który uczynił Bath najmodniejszym miastem w Wielkiej Brytanii. W latach 1801–1806 mieszkała w Bath Jane Austen; w tym mieście dzieje się akcja jej dwóch powieści: Opactwo Northanger i Perswazje.
Dzisiejsze Bath zajmuje powierzchnię 29 km² i liczy około 89 000 mieszkańców.

## Gospodarka
W mieście rozwinął się przemysł poligraficzny oraz odzieżowy.

## Turystyka
W Bath istnieją rzymskie łaźnie, opactwo Bath Abbey, Most Pulteney oraz ogród angielski Prior Park Landscape Garden zaprojektowany przez poetę Alexandra Pope’a. Znajdują się tutaj także przedstawiciele architektury georgiańskiej: Royal Crescent wybudowany w latach 1767–1774, okrągły ciąg budynków o długości 200 metrów zwany The Circus oraz Assembly Rooms, których projektantami byli John Wood starszy oraz John Wood młodszy.

## Bath City F.C.
W 1889 w mieście został założony klub piłkarski Bath City F.C. W latach 1986–1988, 1990–1997 i 2010–2012 uczestniczył w rozgrywkach Conference National, stanowiących piąty poziom ligowy w Anglii.

## Zabytki
- kościół św. Jana Ewangelisty
- Royal Crescent

## Ludzie związani z miastem
Mieszkanką miasta była Jane Austen. Akcja dwóch jej książek (Opactwo Northanger i Perswazje) rozgrywa się w owym mieście, a pojawia się ono w każdej książce Austen.
Mieszkańcem Bath jest również Nicolas Cage. W mieście został założony, przez mieszkających tu w tym okresie Rolanda Orzabala i Curta Smitha, nowofalowy zespół muzyczny Tears for Fears. Innym znanym mieszkańcem Bath jest videobloger Charlie McDonnell.

## O mieście
Bath jest miastem, w którym rozgrywa się akcja książek Petera Loveseya (powieści kryminalne).
Pod koniec 2017 opublikowano studium wykonalności dotyczące budowy linii tramwajowej, które wykazało zasadność dla realizacji tego typu projektu.

## Miasta partnerskie
- Aix-en-Provence
- Alkmaar
- Brunszwik
- Kaposvar
- Beppu

### Civitas Renaissance
Bath należy do przedsięwzięcia Civitas Renaissance (w ramach europejskiej inicjatywy CIVITAS), zrzeszającego miasta promujące alternatywne formy transportu miejskiego w celu zmniejszenia uciążliwości ruchu drogowego w turystycznych i historycznych miejscowościach, a także ze względu na ochronę środowiska. Oprócz Bath miastami uczestniczącymi w przedsięwzięciu są:
- Szczecinek – Polska
- Perugia – Włochy
- Skopje – Macedonia
- Gorna Orjachowica – Bułgaria

## Polonia
- Integracyjna Szkoła Sobotnia im. Fryderyka Chopina
- Polska Szkoła Sobotnia im. Jana Pawła II[9].